# Yukinari Sugawara
Yukinari Sugawara (født 28. juni 2000) er en japansk fodboldspiller, som spiller for AZ Alkmaar (2020).
Han spillede for den japanske fodboldklub Nagoya Grampus.